# Czernidłaczek dwuzarodnikowy
Czernidłaczek dwuzarodnikowy (Tulosesus bisporus (J.E. Lange) D. Wächt. & A. Melzer) – gatunek grzybów należący do rodziny kruchaweczkowatych (Psathyrellaceae).

## Systematyka
Pozycja w klasyfikacji według Index Fungorum: Tulosesus, Psathyrellaceae, Agaricales, Agaricomycetidae, Agaricomycetes, Agaricomycotina, Basidiomycota, Fungi.
Po raz pierwszy opisał go w 1915 r. Jakob Emanuel Lange jako Coprinus bisporus (czernidłak dwuzarodnikowy). Aktualną nazwę nadali mu D. Wächt. i A. Melzer w 2020 r.
Synonimy:
- Coprinellus bisporus (J.E. Lange) Vilgalys 2001
- Coprinus bisporus J.E. Lange 1915
- Coprinus ephemerus var. bisporus (J.E. Lange) Konrad & Maubl. 1928[2].

Władysław Wojewoda w 2003 r. zaproponował polską nazwę czernidłak dwuzarodnikowy. Po przeniesieniu do rodzaju Coprinellus nazwa ta stała się niespójna z nazwą naukową. Nazwę czernidłaczek dwuzarodnikowy podaje internetowy atlas grzybów. Obydwie te nazwy są niespójne z aktualną nazwą naukową.

## Morfologia
KapeluszŚrednica początkowo 12–16 mm, po wyprostowaniu się kapelusza w starszych okazach do 20 mm. Powierzchnia o barwie od ochrowej do cynamonowej, na środku ciemniejsza.
BlaszkiWąsko przyrośnięte lub wolne, początkowo białe, potem coraz ciemniejsze, w końcu czarne.
TrzonWysokość 40–80 mm, średnica 1–2 mm, białawy, owłosiony.
Cechy mikroskopoweZarodniki 9,7–13,7 × 6,1–8,4 µm, kształt od elipsoidalnego do jajowatego. Pora rostkowa ekscentryczna o szerokości 1,8 µm. Podstawki dwuzarodnikowe o wymiarach 15–28 × 6–8 µm. Pseudoparafizy (3–) 4–5 (–6) µm. Cheilocystydy 20–55 × 15–32, pęcherzykowate. Brak pleurocystyd. Pileocystydy 60–120 × 10–22 µm, baryłkowate ze zwężającą się szyjką o 5–10 µm szerokości na wierzchołku. Mają niezgrubiałe ściany. Brak sprzążek.

## Występowanie
Podano występowanie Tulosesus bisporus w niektórych krajach Europy. W Polsce gatunek rzadki. Znajduje się na Czerwonej liście roślin i grzybów Polski. Ma status E – gatunek zagrożony wymarciem, którego przeżycie jest mało prawdopodobne, jeśli nadal będą działać czynniki zagrożenia. Do 2003 r. podano tylko 3 stanowiska. Więcej stanowisk (i bardziej aktualne) podaje internetowy atlas grzybów.
Rozwija się na łajnie, mieszaninie słomy i łajna, a także na gnijącej słomie. Zazwyczaj owocniki występują grupkami.

## Gatunki podobne
Jest wiele podobnych gatunków czernidłaczków (Coprinellus). Czernidłaczek dwuzarodnikowy pod mikroskopem jest łatwo odróżnialny dzięki dwuzarodnikowym podstawkom. Jest to jego najbardziej charakterystyczna cecha. Odróżniają go także kuliste lub elipsoidalne cheilocystydy, pileocystydy o niezgrubiałych ścianach, brak sprzążek oraz siedlisko (preferowanie mieszaniny obornika i słomy). Najbardziej podobny jest Coprinellus bisporiger, ale gatunek ten rośnie na gałązkach i wśród liści.